# Агент Джей
Джеймс Да́ррел Э́двардс III (англ. James Darrell Edwards III), также известный под кодовым именем Агент Джей (англ. Agent J) — персонаж из серии фильмов, комиксов и компьютерных игр «Люди в чёрном». На данный момент вышло четыре фильма: «Люди в чёрном» (1997 год), «Люди в чёрном 2» (2002 год), «Люди в чёрном 3» (2012 год), «Люди в чёрном: Интернэшнл» (2019 год), в трёх первых, в роли Агента Джея снялся актёр Уилл Смит. В мультсериале «Люди в чёрном» (1997—2001 год) Агента Джей озвучил Кит Даймонд.
В образе Агента Джея, импульсивного молодого афроамериканца в исполнении Уилла Смита обыгрывается контраст с его старшим, более опытным белым напарником Агентом Кеем. В некоторых источниках также указывается полярность политических взглядов Кея и Джея, а также сходство биографий агента Джея и президента Барака Обамы.
В рейтинге героев научно-фантастических фильмов, составленных сайтом IGN, Агент Джей занял 19 место из 25.

## Кастинг
Крис О'Доннелл был первым актёром, которому была предложена роль агента Джея в фильме «Люди в чёрном» (1997). Но О’Доннелл отверг её, посчитав, что эта роль ещё одного новичка, которую он уже сыграл как Дик Грейсон (Робин) в фильмах «Бэтмен навсегда» (1995) и «Бэтмен и Робин» (1997). Роль в итоге досталась Уиллу Смиту.

## Биография
Джеймс Даррел Эдвардс родился в Америке, предположительно в Майами. Потом он с семьей переехал в Нью-Йорк. Его отец, Джеймс Даррел Эдвардс-старший, был командиром в американской армии. Он погиб от руки Бориса Животного. Благодаря Агенту Кевину Брауну, Джеймс ничего не помнит о своём отце, кроме того, что тот был военным. Поэтому он тоже хочет носить форму и в результате становится полицейским.

## Фильмы и их сюжет
Инопланетяне тайно живут на Земле, замаскированные под людей. Люди в чёрном (MIB) — секретная служба, которая охраняет инопланетян, защищает Землю от межгалактических угроз и использует устройства для стирания памяти, держа активность пришельцев в тайне от общественности. Агенты в чёрном теряют все следы своих прежних жизней, а ушедшим агентам стирают память и выдают новые личности.

### Люди в чёрном
Офицер полиции Нью-Йорка Джеймс Даррелл Эдвардс III преследует удивительно быстрого подозреваемого и таким образом привлекает к себе внимание MIB. Ветерану Бюро Агенту Кею (Agent K) давно полагается новый напарник, но он отказывается от всех кандидатур, пока его не ставят перед фактом, что работать он будет с новичком Джеймсом Эдвардсом, который получает кодовое имя Джей (Agent J).
Среди пришельцев Нью-Йорка нарастает паника и многие начинают покидать город. Приходит информация о незаконном пришельце захватчике из расы «жуков». Пришелец съедает фермера и для маскировки надевает на себя его кожу. «Жук» охотится за артефактом — «галактикой» под названием Аркилл (Arquill), месторасположение которой — пояс Ориона. В городской морг попадают два тела, одно из которых удаётся идентифицировать как высокопоставленного пришельца-аркиллийца, погибшего после встречи с жуком. Военный крейсер аркиллийцев входит на орбиту Земли и высылает ультиматум, в котором говорится об уничтожении планеты, если их «галактика» не будет возвращена. В распоряжении MIB считанные часы. Агенты Кей и Джей должны спасти Землю.

### Люди в чёрном 2
Прошло пять лет с тех пор, как агенты MIB предотвратили инопланетную угрозу, после которой Агент Кей попросил стереть ему память и вернулся к гражданской жизни.
Агент Джей продолжает работать на «Людей в чёрном». Расследуя преступление, Джей обнаруживает заговор Серлины — кайлотианского чудовища, принявшего вид фотомодели. Теперь он должен убедить вернуться к работе Агента Кея, который является единственным экспертом по данному виду инопланетных существ. В процессе расследования они находят девушку Лору и вместо того, чтобы стереть Лоре память (как того требует устав «Людей в чёрном»), Джей начинает её защищать. Лора оказывается втянута в битву между Серлиной и «Людьми в чёрном», и в итоге она и Джей влюбляются друг в друга. Далее оказывается, что Лора является дочерью зартанской принцессы Лоранны и живым артефактом под названием «Светоч Зарты». И теперь требуется, чтобы она вернулась на Зарту, её древний родной мир. Иначе может случится катастрофа: если Светоч не покинет Землю — погибнет Земля, а если попадёт в руки Серлины — погибнет планета Зарта.

### Люди в чёрном 3
Межгалактический уголовник Борис Животное, представитель вымершей расы боглодитов, инопланетных захватчиков, уничтожавших целые миры, сбегает из лунной тюрьмы «Лунар-макс». Он намерен вернуться в прошлое, чтобы убить агента Кея. Более сорока лет назад, 16 июля 1969 года, молодой агент Кей лишил Бориса руки и арестовал его. После того как Агент Кей узнает, что Борису удалось бежать, он сожалеет, что в прошлом не убил его. Он возвращается к себе в квартиру, где его следы исчезают.
Агент Джей и агент Кью ещё помнят Кея живым, но для остальных «Людей в чёрном» он мёртв с 1969 года. Агент Кью и Джей приходят к выводу, что был изменён пространственно-временной континуум. Сопоставив факты они приходят к выводу что Борис, сбежав из тюрьмы изменил прошлое. И поэтому раса боглодитов не была уничтожена, а сейчас начинает вторжение на Землю, так как из-за смерти Кея защитное устройство «Аркнет» не было установлено в 1969 году.
Джей выходит на торговца электроникой инопланетянина Джеффри Прайса, нелегально предоставляющего возможность перемещаться во времени, и узнаёт, что именно он отправил сбежавшего Бориса в 1969 год. Тогда агент Джей сам отправляется за ним в прошлое, чтобы предотвратить гибель напарника. У Джея есть 24 часа, чтобы остановить Бориса.

## Появления
- 1990 — Комиксы «Люди в чёрном».
- 1997 — Фильм «Люди в чёрном».
- 1997—2001 — Мультсериал «Люди в чёрном».
- 2000 — Ролик «Люди в чёрном: Атака Чужого».
- 2002 — Фильм «Люди в чёрном 2».
- 2012 — Фильм «Люди в чёрном 3».